# Gold Star Music: La Familia LIVE
Gold star music: La Familia LIVE es un álbum en vivo del artista de reguetón Héctor "El Father". Fue publicado el 21 de noviembre de 2006, mismo día que su álbum de estudio, The Bad Boy. El álbum se publicó bajo su propia compañía discográfica Gold Star Music y fue grabado en distintos conciertos en vivo. Este álbum cuenta con la participación de artistas importantes del reguetón como: R.K.M. & Ken-Y, Wisin & Yandel, Yomo, Víctor Manuelle, Alexis & Fido, entre otros.

## Lista de canciones

### CD 1
| #   | Nombre             | Artista(s)                            |
| --- | ------------------ | ------------------------------------- |
| 1.  | Intro              | Santia Román & Héctor El Father       |
| 2.  | Sácala             | Héctor El Father Feat.Wisin & Yandel  |
| 3.  | Tú quieres duro    | Héctor El Father                      |
| 4.  | Barría             | Héctor El Father                      |
| 5.  | Calor              | Héctor El Father                      |
| 6.  | Down               | R.K.M. & Ken-Y Feat. Héctor El Father |
| 7.  | Si la ves          | R.K.M. & Ken-Y                        |
| 8.  | Ronca              | Héctor El Father                      |
| 9.  | Eso ehh            | Alexis & Fido Feat. Héctor El Father  |
| 10. | Mayor que yo       | Héctor El Father                      |
| 11. | Noche de travesura | Héctor El Father                      |
| 12. | Sigo aquí          | Naldo Feat. Héctor El Father          |

### CD 2
| #   | Nombre                  | Artista(s)                                   |
| --- | ----------------------- | -------------------------------------------- |
| 1.  | Si Te Vas               | Kartier Feat. Héctor El Father               |
| 2.  | La que los noquea       | Ariel El Puro Feat. Héctor El Father         |
| 3.  | Déjale caer to' el peso | Yomo Feat. Héctor El Father                  |
| 4.  | Voy subiendo [A]        | Héctor El Father feat. Yomo                  |
| 5.  | Voy subiendo [B]        | Héctor El Father Feat. Polaco                |
| 6.  | Envidia                 | Héctor El Father Feat. Polaco & Yomo         |
| 7.  | Que se sienta           | Yomo Feat. Héctor El Father                  |
| 8.  | No ha sido fácil        | Héctor El Father Feat.Yomo & Víctor Manuelle |
| 9.  | Vivo orgulloso          | Víctor Manuelle                              |
| 10. | Alza las manos          | Héctor El Father                             |
| 11. | Here We Go Yo           | Héctor El Father                             |